# Heterotermitidae
Heterotermitidae (лат.) — семейство термитов (ранее подсемейство в Rhinotermitidae). Включает около 230 видов.

## Описание
Имаго с постклипеусом, лишенным носовидного выступа или бороздки, идущей от родничка. Голова круглая у Coptotermes и овальная с ровным задним краем у Heterotermes и Reticulitermes. Переднеспинка без срединного выступа на переднем крае; лапки 4-члениковые. Рабочие и солдаты с передним краем постклипеуса плоским или вогнутым. Солдаты с фонтанеллой, окруженным волосками, и катана-подобными мандибулами, лишенными краевых зубцов (но с базальными зазубринами); передние голени с более чем тремя протибиальными апикальными шпорами. Солдаты Coptotermes демонстрируют яйцевидную голову с большой фонтанеллой, направленной вперед и сочащиейся выделениями, похожими на латекс. Солдаты Heterotermes и Reticulitermes демонстрируют прямоугольную голову с маленькой нечеткой фонтанеллой. Некоторые виды демонстрируют слегка диморфных солдат. В настоящее время Heterotermitidae включают три рода, часто называемые «подземными термитами» («subterranean termites»), — термин, исторически ассоциирующийся с Rhinotermitidae и имеющий обширный статус вредителей в литературе, включающий опасных вредителей древесины виды Coptotermes formosanus и Reticulitermes lucifugus.

## Распространение
Представители семейства Heterotermitidae встречаются в большинстве умеренных и тропических регионов.

## Систематика
Известно около 230 видов. Подсемейство было впервые выделено в 1897 году австралийским энтомологом Уолтером Уилсоном Фроггаттом (1858—1937). Группу рассматривали в ранге подсемейства в составе семейства Rhinotermitidae. В 2024 году в ходе реклассификации современных групп термитов таксон был выделен в отдельное семейство Cylindrotermitinae в составе 3 родов.
- Coptotermes Wasmann — около 60 видов
  - =Arrhinotermes Wasmann, 1902[8]
  - =Vastitermes Sjöstedt, 1926
- Heterotermes Froggatt, 1897 — около 30 видов
  - =Leucotermes Silvestri, 1901
  - =Psalidotermes Silvestri, 1909
- Reticulitermes Holmgren, 1913[9] — около 140 видов
  - =Planifrontotermes Tsai & Huang in Tsai et al., 1977[10]
  - =Frontotermes Tsai & Huang in Tsai et al., 1977
  - =Tsaitermes Li & Ping, 1983[11]
- †Lukotermes Perkovsky & Nel, 2021 — ровенский янтарь[12]